# Malajsie na Letních olympijských hrách 1996
Malajsie se účastnila Letní olympiády 1996. Zastupovalo ji 35 sportovců (32 mužů a 3 ženy) v 8 sportech.

## Medailisté
| Medaile | Jméno                       | Sport     | Soutěž       |
| ------- | --------------------------- | --------- | ------------ |
| Stříbro | Cheah Brzy Kit Yap Kim Hock | Badminton | muži čtyřhra |
| Bronz   | Rashid Sidek                | Badminton | muži dvouhra |